# Венгров, Моисей Павлович
Натан Венгров (Моисей Павлович Венгров) (4 [16] апреля 1894, Прилуки, Полтавская губерния, Российская империя — 21 августа 1962, Москва, СССР) — детский поэт, прозаик, литературный критик, педагог, член Союза писателей (с 1934).

## Биография
Родился в 1894 году в городе Прилуки Полтавской губернии в семье врача Вейнгрова Файвеля Давыдовича и Хаи Шаевны. В 1912 году с серебряной медалью окончил гимназию в Могилёве, куда переехала семья. В Петербургский университет его не приняли, так как право на поступление для еврея давала лишь золотая медаль; пришлось стать студентом Психоневрологического института.
С августа 1913 года начал публиковать свои лирические стихи, рецензии, заметки по литературе и искусству.
В 1915 году Венгров всё-таки поступил на юридический факультет Петроградского университета, но уже в следующем году был арестован за хранение нелегальной большевистской литературы. В его освобождении принял участие А. М. Горький, под влиянием и при содействии которого М. П. Венгров стал сотрудничать в журналах «Летопись» и «Новая жизнь». Принят он был и в круг знакомых Горького, куда в то время входили М. Ф. Андреева, Сергей Есенин, Зинаида Гиппиус и художницы Валентина Ходасевич (написавшая в 1916 году его известный портрет) и Надежда Любавина (сохранился небольшой портрет Венгрова её работы, в чёрно-белых тонах).
Зинаида Гиппиус отмечала в своём дневнике («Чёрная книжка», 1919): «Молодой поэт Натан В., из кружка Горького, но очень восставший против большевиков, — в Киеве очутился на посту Луначарского» — уехал Венгров из Петрограда в 1918 году, потому что заболел туберкулёзом; первоначально жил с родителями в Могилёве, но уже в декабре его пригласил в Киев брат по матери И. Я. Хургин.
С переезда в Киев началась более чем 20-летняя деятельность Венгрова в системе Наркомпроса. Работал заведующим подотделом искусства, вместе с А. К. Гастевым, В. О. Перцовым, К. А. Марджановым, И. Эренбургом и Н. А. Шифриным. Все они были оформителями и активными участниками проведения революционных празднеств в Киеве, многочисленных литературных вечеров и концертов.
В августе 1919 года, в связи с наступлением Белой армии, Венгров участвовал в эвакуации Наркомпроса Украины из Киева в Москву. С этого времени он начал работать в Наркомпросе РСФСР — ездил с агитпоездом по Сибири.
В 1920 году Венгров стал членом ВКП(б).
В период 1921—1923 годов Венгров — редактор журнала «Народное просвещение». В 1922 году, в Брянске был заведующий губернским отделом народного образования (ОНО).
В 1924—1925 годы — уполномоченный Наркомпроса РСФСР по Сибири, заведующий Сибирским отделом народного образования. В эти годы он основал и был председателем Сибирского краевого издательства, редактором «Сибирского педагогического журнала», автором (с соавтором) букваря и книги для чтения «Мы в школе» для сибирских школ, выдержавшей до 1930 года 9 изданий. Книга содержала большой учебно-методический материал, а также материал для чтения, в том числе стихи и статьи Венгрова.
В 1926—1929 годы Венгров — учёный секретарь Главного учёного совета Наркомпроса и, одновременно, заведующий отделом детской литературы Госиздата. В это время он издал несколько сборников своих стихов, организовал и редактировал журнал «Ёж» (1928—1929). Стал одним из создателей советской детской литературы, содействовал публикации книг многих впоследствии знаменитых детских писателей (А. Барто, 3. Александрова, Е. Благинина, Л. Кассиль и других).
В 1929—1932 годах был мобилизован ЦК ВКП(б) в числе «50» на партийную работу в Ивановскую область (город Родники).
В 1932 году перешёл в Объединённое научно-техническое издательство начальником планового отдела.
После ликвидации РАППа Венгров стал руководителем детской секции оргкомитета Союза писателей. В это время он часто встречался с А. М. Горьким, по инициативе которого и при активном участии М. П. Венгрова было создано в 1933 году издательство детской литературы «Детгиз».
В 1936 году окончил с отличием вечернее отделение литературы Института красной профессуры.
В 1933—1937 годах Венгров был редактором журнала «Мурзилка». В 1937 году Венгров был понижен в должности и получил серьёзное партийное взыскание за «притупление партбдительности и не разоблачение врага народа».
В 1938 году Венгров перешёл на работу в Институт мировой литературы (ИМЛИ), где работал до конца жизни (учёный секретарь, младший научный сотрудник, старший научный сотрудник). В 1941—1942 годах был в эвакуации вместе с ИМЛИ в Ташкенте.
Умер в 1962 году. Похоронен на Новодевичьем кладбище (уч. № 3)

## Семья
- Супруга — Александра Михайловна Кобелева;
- Сын — Ремир Моисеевич Венгров; 
  - Внуки — Сергей Ремирович Венгров; Павел Ремирович Венгров.

## Творческая деятельность
Свою творческую деятельность Венгров начал как детский поэт. Его сборники искренних, простых стихов для маленьких пользовались популярностью в 1920—1930 годы. Например, Л. К. Чуковская упоминает среди книг, которые в семье читали себе сами или вслух, наряду с С. Чёрным, М. Моравской и Натана Венгрова. Первые его сборники: «Петух», «Мышата», «Хвоя» вышли ещё в 1918 году. Некоторые сборники переиздавались(«Зверушки», «песенки с картинками для маленьких», «Чирики—пузырики») и, как правило, выходили большими тиражами. Всего было опубликовано восемь сборников.
Венгров уделял большое внимание вопросам издания и совершенствования детской и юношеской литературы, её воспитательной роли: «В ребёнке прежде всего надо воспитывать человека, а потом уже общественное лицо». Он утверждал, что детскую книгу можно создавать только коллективно (писатель, художник, библиотекарь, педагог) и осуществлял это на практике. Его детские книги иллюстрировались многими известными художниками, входившими в артель художников «Сегодня» — Н. Альтман, Ю. Анненков, В. Ермолаева, Н. Любавина, Е. Турова, а также В. Конашевич, М. Генке, Н. Шифрин.
На стихи Венгрова Ириной Миклашевской были написаны: Детские песни на слова Н. Венгрова; для одного голоса с сопровождении ф-но. - М.: Гос. изд-во. Муз. сектор, 1925. - 15 с.
Перейдя на работу в Отдел советской литературы в ИМЛИ, Венгров сосредоточился на литературоведческой деятельности. 
- Объектом его особого интереса было творчество А. Блока. Венгров публиковал статьи и рецензии о книгах, посвящённых А. Блоку и в июле 1941 года защитил кандидатскую диссертацию «Ранний Блок», а позже опубликовал очерк «А. Блок и Горький»[9].
- В 1949 году вышла книга Венгрова (с соавтором) «Жизнь Николая Островского». Она была рассчитана на детей, изучалась в школе, была переведена на несколько иностранных языков.
- Для серьёзного взрослого читателя им была написана и вышла в издательстве АН СССР (1952 и 1956) монография «Николай Островский».
- С обширным предисловием Венгрова вышел английский перевод романа «Как закалялась сталь» (1956).
- Венгров (в соавторстве с М. Ефросом) опубликовал книгу для юношества «Дмитрий Фурманов» (Детгиз, М., 1956), переизданную с добавлениями и исправлениями в 1962 году и являющуюся наиболее полной биографией писателя. При её создании были использованы произведения Фурманова, его письма, многочисленные наброски, дневники, воспоминания родных и близких.
- Для трёхтомной «Истории русской советской литературы» Венгров написал статьи, посвящённые А. Блоку, М. Исаковскому, Н. Тихонову, С. Маршаку, вопросам истории советской литературы.
- В 1945 году Венгров прочитал специальный курс, посвящённый А. Блоку в Литературном институте. Часто выступал с лекциями в различных аудиториях.
- В 1952 году (в соавторстве с Л. И. Тимофеевым) он создал пособие для учащихся средней школы «Краткий словарь литературоведческих терминов».
- В 1959 году Венгров был командирован в Туву, в Кызыл. Результатом поездки явился, изданный при содействии Венгрова, сборник тувинских сказок.
- В 1963 году, посмертно, в издательстве АН СССР вышла монография «Путь Александра Блока»[10].